# TT Pro League 2023-2024
La TT Pro League 2023-2024, ufficialmente TT Premier Football League 2023-2024, è stata la ventitreesima edizione della massima serie del campionato trinidadiano di calcio. Il campionato è iniziato il 24 novembre 2023 e si è concluso il 19 maggio 2024. 
Il Defence Force è la squadra campione in carica, avendo conquistato il suo quinto titolo nazionale nella stagione 2023. Il titolo è stato vinto dal Port of Spain, al suo terzo titolo nazionale. 

## Stagione

### Novità
Il campionato torna ad adottare un calendario dall'autunno a primavera, dopo che la stagione 2023 si era disputata su anno solare.

### Aggiornamenti
Il campionato trinidadiano non prevede un sistema di promozioni e retrocessioni. Tuttavia San Juan Jabloteh e W Connection non si sono iscritte alla nuova stagione del campionato per problemi economici: per sopperire alle due defezioni, la federazione ha annunciato una riduzione delle squadre partecipanti, da 12 a 11, e la promozione del Phoenix.

### Formula
Le 11 squadre partecipanti giocano un girone di andata e ritorno, per un totale di 22 giornate. Al termine del campionato, la prima classificata è campione di Trinidad e Tobago e si qualifica per le competizioni CONCACAF insieme con la seconda classificata.

## Squadre partecipanti
| Club                  | Città         | Stagione precedente           |
| --------------------- | ------------- | ----------------------------- |
| Morvant Caledonia Utd | Port of Spain | 10° in TT Pro League          |
| Central               | Couva         | 6° in TT Pro League           |
| Club Sando            | Couva         | 3° in TT Pro League           |
| Defence Force         | Chaguaramas   | Campione di Trinidad e Tobago |
| Eagles                | Arima         | 12° in TT Pro League          |
| La Horquetta Rangers  | Port of Spain | 4° in TT Pro League           |
| Port of Spain         | Port of Spain | 2° in TT Pro League           |
| Phoenix               | Tobago        |                               |
| Point Fortin Civic    | Point Fortin  | 7° in TT Pro League           |
| Police                | Couva         | 5° in TT Pro League           |
| Prison Service        | Port of Spain | 11° in TT Pro League          |

## Classifica
|                              | Pos. | Squadra               | Pt | G  | V  | N | P  | GF | GS | DR  |
| ---------------------------- | ---- | --------------------- | -- | -- | -- | - | -- | -- | -- | --- |
| Trinidad e Tobago (bandiera) | 1.   | Port of Spain         | 44 | 20 | 13 | 5 | 2  | 49 | 21 | +28 |
|                              | 2.   | Police                | 42 | 20 | 12 | 6 | 2  | 43 | 20 | +23 |
|                              | 3.   | Defence Force         | 40 | 20 | 12 | 4 | 4  | 40 | 20 | +20 |
|                              | 4.   | Club Sando            | 35 | 20 | 10 | 5 | 5  | 34 | 25 | +9  |
|                              | 5.   | La Horquetta Rangers  | 28 | 20 | 8  | 4 | 8  | 39 | 38 | +1  |
|                              | 6.   | Phoenix               | 27 | 20 | 8  | 3 | 9  | 33 | 37 | -4  |
|                              | 7.   | Morvant Caledonia Utd | 24 | 20 | 6  | 6 | 8  | 32 | 27 | +5  |
|                              | 8.   | Point Fortin Civic    | 23 | 20 | 6  | 5 | 9  | 26 | 30 | -4  |
|                              | 9.   | Prison Service        | 22 | 20 | 7  | 1 | 12 | 25 | 37 | -12 |
|                              | 10.  | Eagles                | 20 | 20 | 5  | 5 | 10 | 24 | 35 | -11 |
|                              | 11.  | Central               | 2  | 20 | 0  | 2 | 18 | 13 | 68 | -55 |

Legenda:
      Campione di Trinidad e Tobago e ammessa alle competizioni CONCACAF.
      Ammessa alle competizioni CONCACAF.